# Friedrich Daniel Bassermann

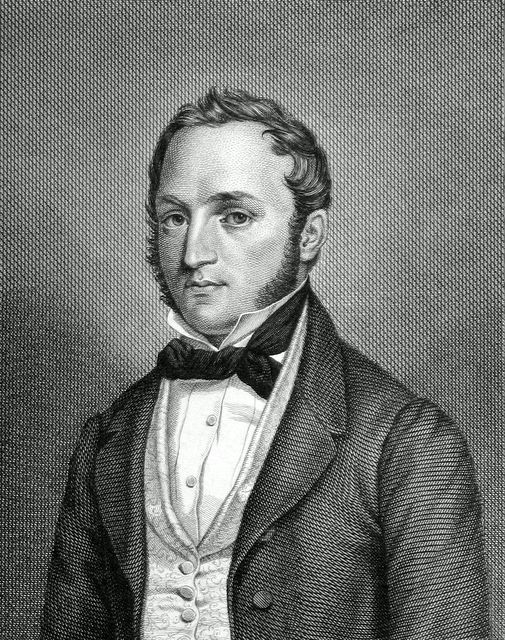
Friedrich Daniel Bassermann

Friedrich Daniel Bassermann, född 24 februari 1811 och död 29 juli 1855, var en tysk politiker.
Basserman invaldes 1841 i Badens andra kammare, och tillhörde den moderata, liberala riktningen och var en varm vän av strävandena för en tysk statsbildning. Han deltog som den badensiska regeringens ombud på förbundsdagen i Frankfurt mars 1848 och valdes senare samma år även till medlem av Paulskirches parlament och nationalförsamlingen i Frankfurt. Augusti 1848 - maj 1849 var han understatssekreterare för inrikesärenden i ministären Max von Gagern. Basserman var ledare för Gothapartiet, vilket arbetade för en tysk enhet under Preussens ledning och för ett ärftligt kejsardöme. Han var också medlem av Erfurtparlamentet.